# 김민구 (프로게이머)
김민구(金旼枸, 1985년 10월 29일~ )은 대한민국의 전직 스타크래프트 프로게이머이다. ][Min][Gu][라는 아이디를 사용하며, 종족은 저그이다.

## 학력
- 경상대사범대학부설중
- 경남정보고
- 경상대학교

## 경력
2004년 KTF 매직엔스에 입단하며 프로게이머 생활을 시작했다. 2006년 4월 24일 CJ 엔투스로 이적한 뒤, 2007년 7월 3일 eSTRO로 다시 이적했다. 2008년 7월 13일 공식적으로 은퇴를 발표했다.

## 수상
- 2003년 8월 제주 게임페스티벌 16강
- 2004년 4월 하이서울게임페스티벌 준우승
- 2004년 8월 2004 WCG 국가대표선발전 16강
- 2004년 12월 당신은 골프왕 MSL 8강
- 2005년 6월 우주배 MSL 8강
- 2005년 11월 CYON MSL 8강